# Xylaria polytricha
Xylaria polytricha är en svampart som beskrevs av Colenso 1885. Xylaria polytricha ingår i släktet Xylaria och familjen kolkärnsvampar.   Inga underarter finns listade i Catalogue of Life.